# Burg Werne
Die Burg Werne ist eine abgegangene mittelalterliche Befestigungsanlage auf dem Stadtgebiet von Werne im Kreis Unna in Nordrhein-Westfalen. Nach ihr ist noch heute die Burgstraße benannt.

## Geschichte
804 wurde das Bistum Münster gegründet, dessen erster Bischof Liudger war. Er ließ zahlreiche Kirchen und Klöster errichten, auch im erstmals 834 urkundlich erwähnten, jedoch vermutlich schon um 800 entstandenen Werne. Die Kirche des Haupthofes in Werne soll durch Liudger persönlich geweiht worden sein. Zu dem Haupthof in Werne gehörten die Oberhöfe „Buokheim“ in Bockum, Hugenpfahl (Burg Hugenpoth) in Stockum und Beckedorf in Horst nebst den ihnen angegliederten Gehöften.
Di Burg entstand mit großer Wahrscheinlichkeit auf dem damaligen Haupthof von Werne als Sitz der villici des jeweiligen Bischofs von Münster. Aus diesen ging ein Rittergeschlecht hervor, die Herren von Werne, das im 13. Jahrhundert neben der Burg auch die Rikesmole auf der Lippe vom Bischof zu Lehen erhielt.
1400 wurde dann durch Otto IV. von Hoya, Bischof von Münster, auf dem gleichen Gelände ein Neubau errichtet, das als „Burg Werne“ bezeichnete Gebäude. 1446 verkauften die Herren von Werne die Burg an die Morrien zu Nordkirchen.
1586 brannte die Burg im Zuge eines Stadtbrandes nieder. Der Borchplatz wurde daraufhin verkauft und mit Bürgerhäusern überbaut. Diese werden heute durch die Burgstraße erschlossen.